# Parmelia subdivaricata
Parmelia subdivaricata är en lavart som beskrevs av Asahina. Parmelia subdivaricata ingår i släktet Parmelia och familjen Parmeliaceae.   Inga underarter finns listade i Catalogue of Life.